# Experiment Belle

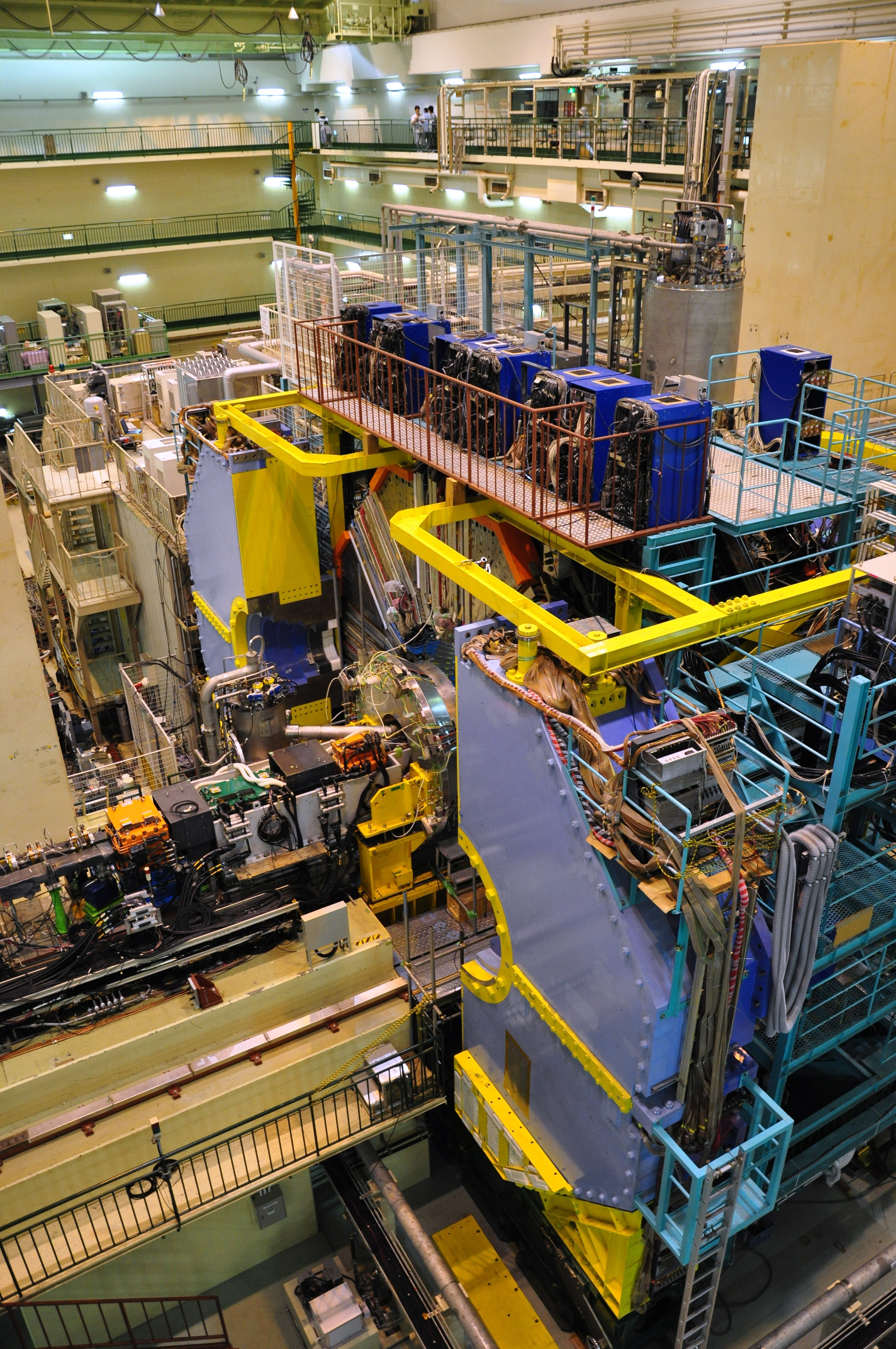
El detector Belle al Tsukuba Hall, KEK

L'experiment Belle va ser un experiment de física de partícules dut a terme per Belle Collaboration, una col·laboració internacional de més de 400 físics i enginyers, a l'Organització d'Investigació de l'Accelerador d'Energia (KEK) a Tsukuba, prefectura d'Ibaraki, Japó. L'experiment es va desenvolupar des del 1999 fins al 2010.
El detector Belle es va localitzar al punt de col·lisió del col·lisionador d'electrons i positrons d'energia asimètrica, KEKB. Belle a KEKB juntament amb l'experiment BaBar a l'accelerador PEP-II de SLAC eren conegudes com les fàbriques B, ja que van xocar electrons amb positrons a l'energia del centre del moment igual a la massa del ϒ(4S) ressonància que decau a parells de mesons B.
El detector Belle era un detector hermètic de partícules multicapa amb gran cobertura d'angle sòlid, ubicació de vèrtex amb precisió de l'ordre de desenes de micròmetres (proporcionat per un detector de vèrtex de silici), bona distinció entre pions i caons en el rang de moment des de 100 MeV/c. a pocs GeV/c (proporcionat per un detector de Cherenkov) i un calorímetre electromagnètic de precisió d'uns pocs per cent (fet de cristalls brillants CsI(Tl)).
L'experiment Belle II és una actualització de Belle que es va aprovar el juny de 2010. Actualment s'està posant en funcionament i es preveu que entri en funcionament el 2018. Belle II es troba a SuperKEKB (un accelerador KEKB millorat) que pretén proporcionar una lluminositat integrada d'un factor 40 més gran.

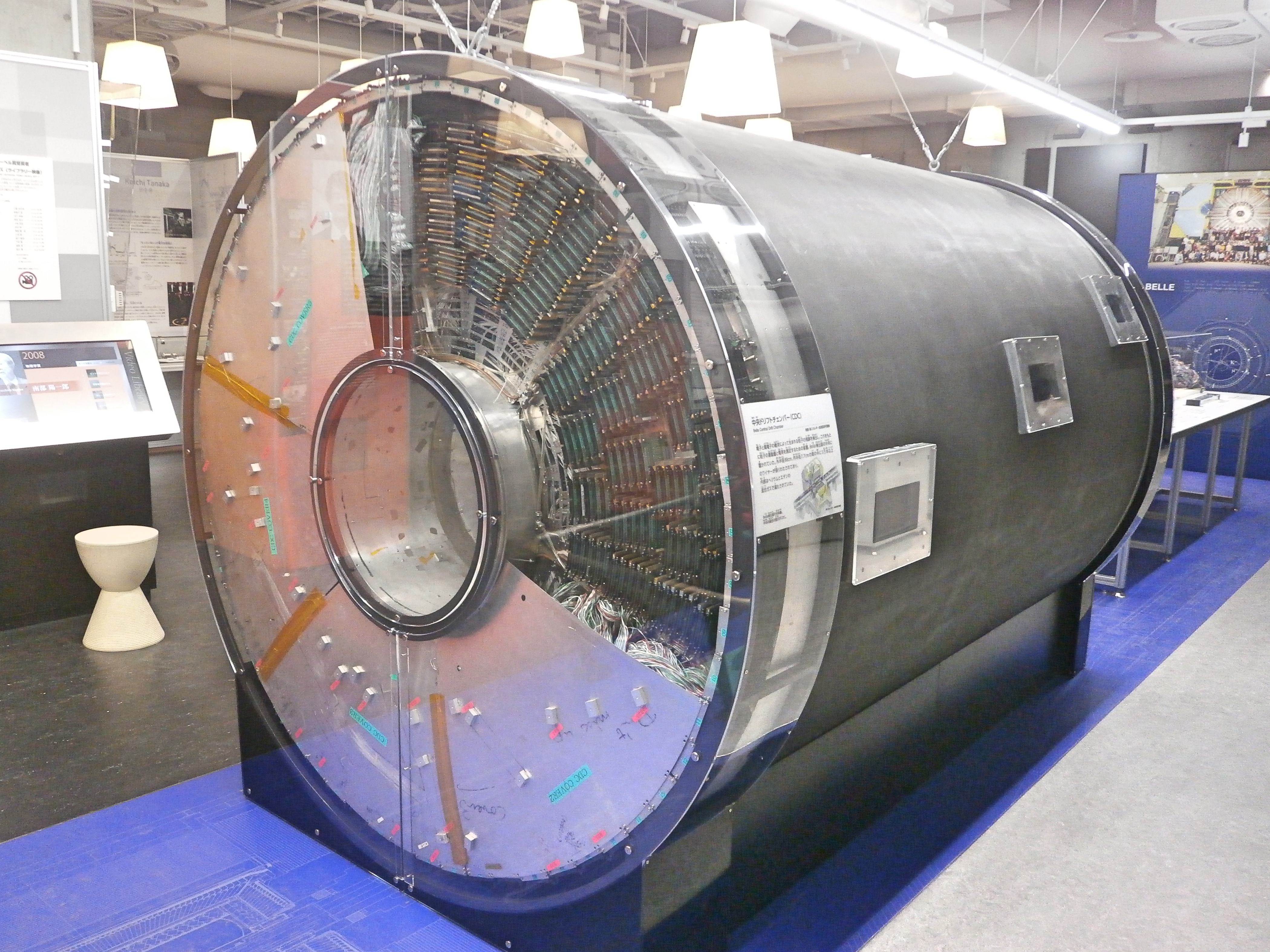
La cambra de seguiment de la deriva central retirada de Belle, ara exposada al Museu Nacional de Natura i Ciència.

## Resultats
L'experiment va ser motivat per la recerca de la violació de CP. No obstant això, l'experiment també va realitzar estudis extensos de desintegracions rares, cerques de partícules exòtiques i mesures de precisió de les propietats dels mesons D i partícules tau. L'experiment ha donat com a resultat gairebé 300 publicacions en revistes de física.
Els aspectes més destacats de l'experiment Belle inclouen:
- una observació d'una gran violació de CP al sistema mesó B neutre
- mesura de la fracció de ramificació d'inclusive descomposició {\displaystyle B\to X_{s}\gamma }
- observació de la transició amb {\displaystyle B\to Kl^{+}l^{-}} i {\displaystyle B\to K^{*}l^{+}l^{-}}
- mesura de utilitzant la gràfica de Dalitz {\displaystyle B\to DK,D\to K_{S}\pi ^{+}\pi ^{-}}
- mesura dels elements de la matriu de mescla de quarks CKM {\displaystyle |V_{ub}|} i {\displaystyle |V_{cb}|}
- observació de la violació directa de CP a {\displaystyle b\to d}
- observació de transicions {\displaystyle B^{0}\to \pi ^{+}\pi ^{-}} i {\displaystyle B^{0}\to K^{-}\pi ^{+}}
- proves per {\displaystyle B\to \tau \nu }
- observacions d'una sèrie de noves partícules, inclosa la X(3872)